# Onze-Lieve-Vrouw van Opstalkapel

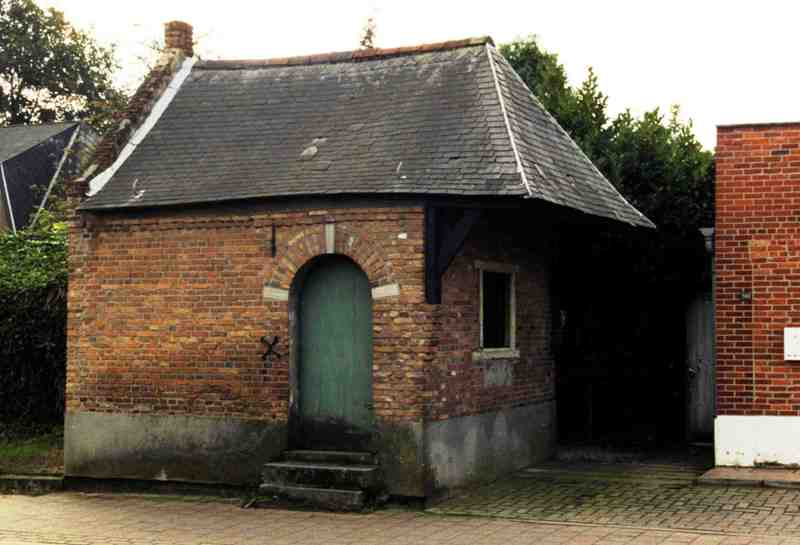
Onze-Lieve-Vrouw van Opstalkapel

De Onze-Lieve-Vrouw van Opstalkapel is een veldkapel in de Antwerpse plaats Meerhout, gelegen aan de Olmsebaan.
De kapel werd gebouwd in 1671. Het is een georiënteerd bakstenen gebouwtje op rechthoekige plattegrond met naar het westen overkragend zadeldak. De oostgevel is een tuitgevel met vlechtingen. Het gebouwtje kent een aantal interessante muurankers.
Het interieur wordt overkluisd door een mijterbooggewelf.